# 谷川岳
谷川岳（日语：／ Tanigawa dake）是日本百名山之一，是位于群马县和新潟县交界的山峰。属三国山脉。谷川岳同周围的万太郎山、仙仓山、茂仓岳合称谷川连峰。又寫做「溪」或，在日語中是溪流的意思。

## 概要
谷川岳由两座山峰组成，分别是トマ之耳（海拔1963米）和オキ之耳（海拔1977米）。有时分别把トマ之耳和オキ之耳称为药师岳和谷川富士。
广义上把一仓岳和周围地区也称为「谷川岳」。一仓泽一带以险峻著称，谷川岳和剑岳、穗高岳并称日本三大岩场。
谷川岳由于气象条件恶劣，海拔1500米以上就不长植物，因此在比较低的海拔高度就能观察到高山植物。

### 谷川岳和遇难
谷川岳虽然标高不到2000米，但是岩壁陡峭、地形复杂，是日本东西水系的分水岭，受日本海和太平洋气流影响天气多变。不时发生登山遇难事件。自1931年到2005年共有781名遇难者、是日本遇难人数最多的山峰。相比之下同期珠穆朗玛峰也只不过178人遇难。因此被载入吉尼斯纪录。1960年为了收容两名遇难者被悬挂在岩壁上的尸体，不得不用猎枪打断绑在死者身上的尼龙绳，让尸体掉落悬崖后收容。
1943年9月8日，2名登山者在谷川岳一仓泽附近失踪。直到1973年5月13日3名登山者偶然发现两名遇难者的尸骨。通过遗物识别才在两人遇难30年之后把尸骨归还给亲属，因此谷川岳也被叫做「魔山」。为了防止遇难，群马县制定了登山条例，攀登谷川岳必须在各登山口提交登山预定表。

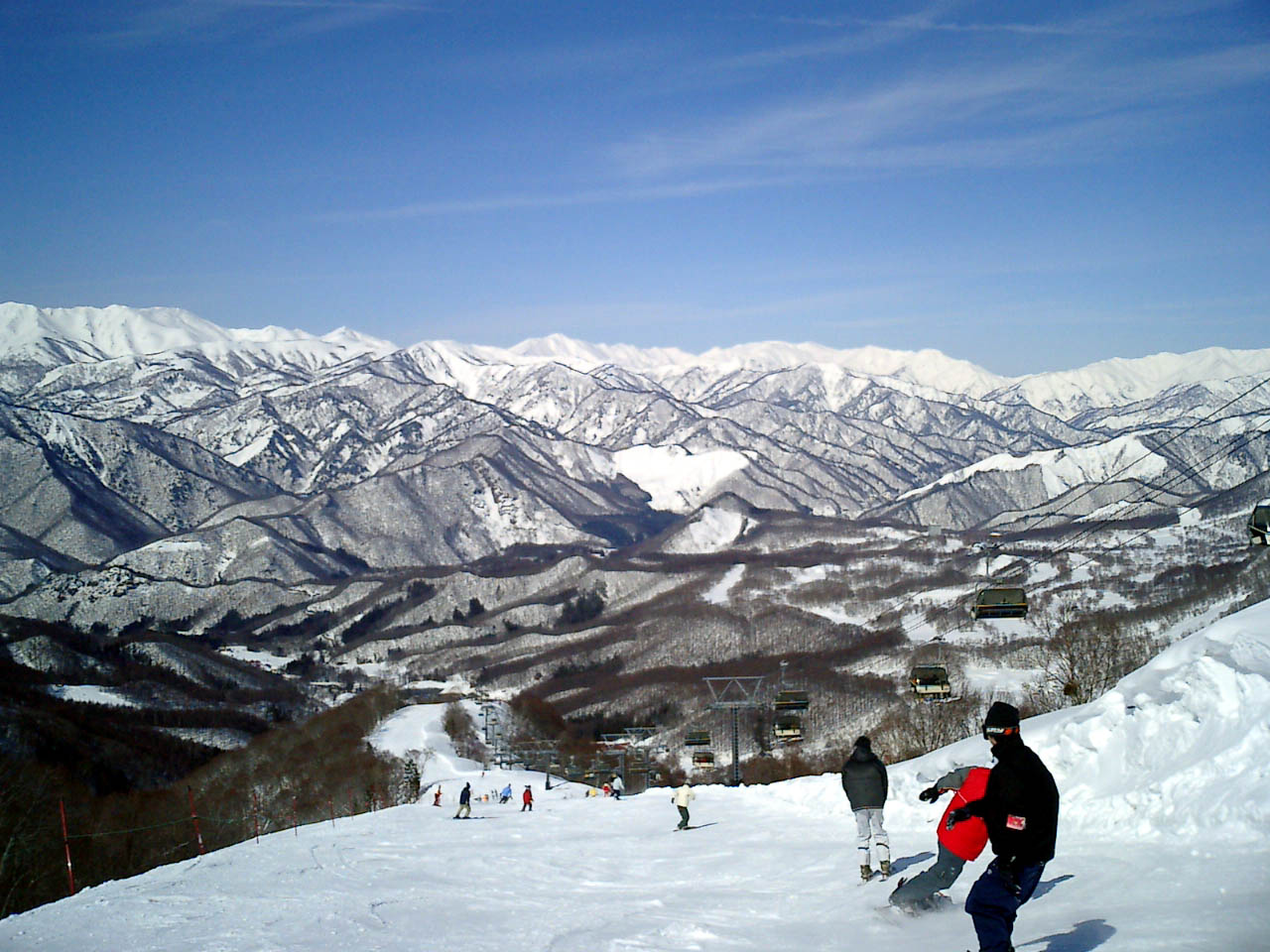
水上宝台树滑雪场

## 登山

### 路线
- 天神尾根

土合口站乘坐谷川岳缆车到天神平站作为起点。
- 西黒尾根
- 严刚新道
- 谷川连峰纵走路（平标山 - 仙仓山 - 万太郎山 - 谷川岳）
- 马蹄形纵走路 (谷川岳 - 一仓岳 - 茂仓岳 - 七小屋山 - 朝日岳 - 笠岳 - 白毛门）

### 山小屋
- 肩之小屋
- 蓬ヒュッテ
- 熊穴泽避难小屋
- 一仓岳避难小屋
- 茂仓岳避难小屋
- 清水峠避难小屋
- オジカ避难小屋
- 大障子避难小屋

## 另見
穿越谷川岳的主要隧道：
- 大清水隧道（上越新幹線）
- 清水隧道、新清水隧道（上越線）
- 關越隧道（關越自動車道）